# فرنك قمري
الفرنك القمري هو العملة الرسمية لجزر القمر يصدرها المصرف المركزي لجزر القمر. ينقسم الفرنك القمري إلى 100 سنتيم (بالفرنسية: centième).

## التاريخ
أصبح الفرنك الفرنسي عملة جزر القمر بعد أن أصبحت هذه الجزر تحت الحماية الفرنسية في عام 1886. في عام 1891، أصدر سلطان القمر الكبرى سعيد علي بن سعيد عمر عملة النجازيجيا التي أصبحت متداولة إلى جانب عملات الفرنسية. وفي عام 1912، أصبحت جزر القمر إحدى مقاطعات مدغشقر، التي كانت أيضًا مستعمرة فرنسية. في 1 يوليو عام 1925، شكلت الحكومة الفرنسية اتفاقا مع بنك باريبا لإنشاء بنك لمدغشقر، وكان الفرنك الملغاشي معادلاً للفرنك الفرنسي واستمر تداول العملات المعدنية الفرنسية حيث لم يكن لدى مدغشقر عملات معدنية خاصة بها حتى عام 1943.
وعندما أصبحت جزر القمر إقليمًا فرنسيًا منفصلًا في عام 1945، غير اسم البنك المُصدِر إلى بنك مدغشقر وجزر القمر. افتتح مكتب فرعي في جزر القمر في عام 1953. وبينما غُيِّرت الأوراق النقدية لتعكس الوضع الجديد لجزر القمر، لم تُغيَّر العملات المعدنية ولم تحمل سوى اسم مدغشقر.
في 26 يونيو 1960، حصلت مدغشقر على استقلالها من فرنسا، وأُنشئ البنك المركزي المدغشقري (ومقره في أنتاناناريفو) لإصدار العملة لمدغشقر فقط. غادرت مدغشقر منطقة الفرنك الأفريقي اعتبارًا من 1 يوليو 1973.
في 23 نوفمبر 1979، وقعت حكومة جزر القمر اتفاق التعاون النقدي بين الجمهورية الفرنسية والجمهورية الاتحادية الإسلامية لجزر القمر، وهي اتفاقية تعاون نقدي مع فرنسا، مما يجعل جزر القمر جزءًا من منطقة الفرنك (ولكنها ليست جزءًا من منطقة الفرنك الأفريقي). نصت هذه الاتفاقية على إنشاء نظام تكافؤ ثابت بين الفرنك الفرنسي والفرنك القمري وحرية التحويل بين العملتين، بضمان قيام البنك المركزي القمري بفتح حساب عمليات (حساب العمليات) لدى البنك الفرنسي. الخزانة العامة (Trésor public) للتعامل مع جميع معاملات الصرف. ويحتفظ هذا الحساب بنحو 65% من احتياطيات النقد الأجنبي لجزر القمر باليورو. يعتبر هذا الحساب مشابهًا للودائع الليلية لدى الخزانة الفرنسية: فقد يحمل فائدة، وقد يسجل في ظروف خاصة رصيدًا سلبيًا. ومع ذلك، وُضِع عدد من الإجراءات الوقائية لمنع الحساب من تسجيل عجز دائم.
يعتمد استقرار الفرنك القمري على انضباط نقدي وائتماني صارم، مدعوم بتدبيرين وقائيين محددين: يتعين على البنك المركزي الاحتفاظ بنسبة 20% من غطاء النقد الأجنبي من التزاماته تحت الطلب، ولا يُسمح للحكومة بسحب أكثر من 20% من إيرادات ميزانية العام السابق من أموال البنك المركزي. ويجتمع وزراء مالية منطقة الفرنك (فرنسا، ومنطقة الفرنك الأفريقي، وجزر القمر) مرتين سنويا. إن الاتفاق المبرم بين فرنسا وجزر القمر هو في الأساس نفس الاتفاق المبرم بين فرنسا ومنطقة الفرنك الأفريقي. ويأتي ذلك استمراراً لعلاقة التعاون النقدي بين البلدين والتي استمرت لأكثر من قرن من الزمان.
حتى عام 1994، كان الفرنك القمري مرتبطًا بالفرنك الفرنسي بمعدل 50 فرنكًا قمريًا مقابل فرنك فرنسي واحد. وقد تغير هذا في 12 يناير 1994، عندما انخفضت قيمة العملة بالتزامن مع انخفاض قيمة الفرنك الأفريقي. ومع ذلك، انخفضت قيمة الفرنك القمري بنسبة 331⁄3% إلى سعر صرف جديد قدره 75 فرنكًا قمريًا مقابل 1 فرنك فرنسي، في حين كان السعر الجديد للفرنك الأفريقي 100 فرنك أفريقي مقابل 1 فرنك فرنسي. مع إنشاء اليورو في يناير 1999، رُبِط الفرنك القمري، بالسعر السائد، بالعملة الجديدة. سعر الصرف الآن هو 491.96775 فرنك قمري مقابل 1 يورو.

### الاتحاد النقدي الأوروبي
في عام 1998، استعدادًا للاتحاد النقدي الأوروبي، تناول مجلس الاتحاد الأوروبي الاتفاقيات النقدية التي أبرمتها فرنسا مع منطقة الفرنك الأفريقي وجزر القمر وقرر ما يلي:
- من غير المرجح أن يكون للاتفاقيات أي تأثير مادي على السياسة النقدية وسعر الصرف في منطقة اليورو.
- في أشكالها الحالية وحالات تنفيذها، من غير المرجح أن تشكل الاتفاقيات أي عقبة أمام السير السلس للاتحاد الاقتصادي والنقدي.
- لا يمكن تفسير أي شيء في الاتفاقيات على أنه يعني التزام البنك المركزي الأوروبي أو أي بنك مركزي وطني بدعم قابلية تحويل الفرنك الأفريقي والفرنك القمري.
- لن تؤدي التعديلات على الاتفاقيات الحالية إلى أي التزامات على البنك المركزي الأوروبي أو أي بنك مركزي وطني.
- ستضمن الخزانة الفرنسية حرية التحويل بسعر ثابت بين اليورو والفرنك الإفريقي والفرنك القمري.
- وتتولى السلطات الفرنسية المختصة إبقاء المفوضية الأوروبية، والبنك المركزي الأوروبي، واللجنة الاقتصادية والمالية على اطلاع على تنفيذ الاتفاقيات وإبلاغ اللجنة قبل أي تغييرات في التعادل بين اليورو، والفرنك الإفريقي، والفرنك القمري.
- أي تغيير في طبيعة أو نطاق الاتفاقيات يتطلب موافقة المجلس على أساس توصية المفوضية ومشاورة البنك المركزي الأوروبي.

## البنك المركزي
ينص النظام الأساسي للبنك المركزي القمري (البنك المركزي القمري) على أن يتكون مجلس إدارته من ثمانية أعضاء يُختارون من حكومة جزر القمر، والبنك المركزي الفرنسي (بنك فرنسا)، والحكومة الفرنسية. يتولى منصب نائب مدير البنك المركزي في جزر القمر موظف في بنك فرنسا، وهو المسؤول عن السياسة النقدية. منذ 19 نوفمبر 1999، رُبطت جميع أسعار الفائدة الرسمية للبنك المركزي بمتوسط مؤشر اليورو بين عشية وضحاها (EONIA) مما أدى إلى استقرار الفوارق في أسعار الفائدة مع اليورو. ويطبق البنك المركزي القمري نظام الاحتياطيات الإلزامية (30% من الودائع) ونظام مراقبة البنوك. ويقع المقر الرئيسي للبنك في موروني، ومحافظ البنك الحالي هو مير سعيد أحمد سعيد علي.

## العملات المعدنية

100 فرنك، 1977

100 فرنك، 1977

في عام 1890، أصدر السلطان سعيد علي من بامباو، نكازيدجا، عملات برونزية بقيمة 5 و10 سنتيمات، وعملات فضية بقيمة 5 فرنك. سُكَّت العملات المعدنية في باريس بنفس مواصفات العملات الفرنسية المقابلة. توقفت العملات المعدنية الثلاث عن العمل من الناحية النظرية في عام 1912، لكن الفئتين الأدنى كانتا لا تزالان موجودتين في التداول العام حتى عام 1930. حملت العملات الثلاث نقوشًا متشابهة، بما في ذلك تاريخ 1308هـ، والذي يتوافق مع أعوام التقويم الغريغوري 1890/91م.
في عشرينيات القرن العشرين، أدى النقص في العملات المعدنية إلى إصدار عملات رمزية خاصة من قبل الشركة الاستعمارية الرئيسية في نكازيدجا ومزرعة قصب السكر في مايوت. وشملت الفئات 25 و50 سنتيمًا و1 و2 فرنك. اُستخدم الألومنيوم والبرونز في هذه الرموز.
في عام 1964، أُصدرت عملات معدنية مخصصة للاستخدام في جزر القمر، لتحل محل العملات المستخدمة سابقًا من مدغشقر. شملت الإصدارات عملات من الألمنيوم بفئات 1 فرنك قمري، 2 فرنك قمري، و5 فرنكات قمرية، وعملات من الألمنيوم-البرونز بفئات 10 فرنكات قمرية و20 فرنكًا قمريًا.
في عام 1975، أُصدرت عملات نيكل بفئة 50 فرنكًا، وتبعتها عملات نيكل بفئة 100 فرنك قمري في عام 1977، وعملات نيكل بفئة 25 فرنكًا قمريًا في عام 1981. وبعد عام 1990، اُستبدل النيكل بالفولاذ المطلي بالنيكل. قام معهد إصدار جزر القمر بإصدار العملات بين عامي 1975 و1977، في حين أن البنك المركزي لجزر القمر تولى إصدار العملات منذ عام 1981.
حتى عام 1975، لم يظهر على العملات المعدنية القمرية سوى اللغة الفرنسية. ومنذ ذلك الحين، اُستخدمت اللغة القمرية أيضًا.
| عملات الفرنك القمري | عملات الفرنك القمري | عملات الفرنك القمري | عملات الفرنك القمري | عملات الفرنك القمري | عملات الفرنك القمري |
| وجه العملة          | ظهر العملة          | فئة                 | الوزن (غرام)        | القطر               | مادة الإنتاج        |
| ------------------- | ------------------- | ------------------- | ------------------- | ------------------- | ------------------- |
|                     |                     | 1 فرنك              |                     | 23 مم               | الألومنيوم          |
|                     |                     | 2 فرنك              | 2.2                 | 27 مم               | الألومنيوم          |
|                     |                     | 5 فرنك              | 3.75                | 31 مم               | الألومنيوم          |
|                     |                     | 10 فرنك             |                     | 22 مم               | برونز ألومنيوم      |
|                     |                     | 25 فرنك             | 3.9                 | 20 مم               | النيكل              |
|                     |                     | 50 فرنك             | 6                   | 24 مم               | النيكل              |
|                     |                     | 100 فرنك            | 10                  | 28 مم               | فولاذ مطلي بالنيكل  |

تُصك العملات القمرية المتداولة دائمًا في دار باريس للنقد، ويُشير إلى ذلك شعار قرن الوفرة الموجود على العملات، والذي يظهر إلى يسار التاريخ. ومع ذلك، حُذِف هذا الشعار من عملة فئة 50 فرنك قمري لعام 1994 بناءً على طلب الحكومة القمرية. تُصنع هذه العملات في دار باريس للنقد في بيساك، جيروند.
تُعرف عملة 5 فرنكات قمرية بلقب "ريالي"، إشارة إلى الريال الإسباني، بينما تُلقب عملة 2 فرنك قمري بـ"نُصو" بمعنى "نصف"، و1 فرنك قمري بـ"روبو" بمعنى "ربع". نادرًا ما تُستخدم العملات من فئات 1 فرنك، 2 فرنك، 5 فرنك، و10 فرنك بسبب قِيَمِها المنخفضة. تحمل عملتا 25 فرنكًا و100 فرنك عبارة "Augmentons la production alimentaire" (لنعزز إنتاج الغذاء)، في حين تحمل عملة 5 فرنكات عبارة "Conférence Mondiale sur les Pêches" (المؤتمر العالمي للصيد). كلتا العبارتين تشيران إلى برامج منظمة الأغذية والزراعة التابعة للأمم المتحدة. وتُعد جزر القمر واحدة من 114 دولة أصدرت عملات معدنية لمنظمة الأغذية والزراعة.[بحاجة لمصدر]

## الأوراق النقدية
صدرت أول عملة ورقية في جزر القمر في عام 1920. كان ذلك عبارة عن إصدار طارئ لطوابع بريدية من مدغشقر مثبتة على بطاقة للسماح بتداولها في شكل أموال. أُصدرت فئات من 50 سنتيم و 1 فرنك.
سمحت المادة 12 من القانون العادي رقم 62-873 بتاريخ 31 يوليو 1962 لبنك مدغشقر وجزر القمر بمواصلة إصدار الأوراق النقدية في جزر القمر بعد أن بدأت مدغشقر إصدار عملتها الخاصة. لكن ابتداءً من 1 أبريل 1962، طُبِعت كلمة "COMORES" على هذه الأوراق. شملت الفئات 50 فرنكً، و100 فرنك، و500 فرنك، و1,000 فرنك، و5,000 فرنك. ووفقًا للمرسوم 64-1038 الصادر في 7 أكتوبر 1964، توقفت الأوراق النقدية غير المختومة عن كونها عملة قانونية في 31 ديسمبر 1964.
استمرت الأوراق المختومة بالتداول حتى عام 1976، حيث أصدر معهد إصدار جزر القمر أوراقًا جديدة بفئات 500 فرنك، و1,000 فرنك، و5,000 فرنك، بينما استُبدلت فئات 50 فرنك و100 فرنك بعملات معدنية. تولى البنك المركزي لجزر القمر إنتاج الأوراق النقدية في عام 1984. أُدخلت فئات 2,500 فرنك و10,000 فرنك في عام 1997، تلتها فئة 2,000 فرنك في عام 2005. وأُلغيت فئة 2,500 فرنك من التداول في 31 يناير 2007.
تُطبع الأوراق النقدية القمرية بواسطة بنك فرنسا في مصنع الورق الخاص بهم في فيك لو كومت (Vic-le-Comte) ومطبعتهم في "شاماليير" في إقليم بوي دي دوم، بالأوفرنية. تحتوي الأوراق النقدية من فئات 500 فرنك، و1,000 فرنك، و2,000 فرنك، و5,000 فرنك، و10,000 فرنك التي تحمل تواريخ 2005 و2006 على تشكيل كوكبة اليوريون (EURion constellation) وميزات أمان محسّنة أخرى تجعل من الصعب تزويرها.
| الصورة | الصورة | القيمة | اللون  | الوصف                              | الوصف                       |
| الوجه  | الخلف  | القيمة | اللون  | الوجه                              | العكس                       |
| ------ | ------ | ------ | ------ | ---------------------------------- | --------------------------- |
|        |        | 500    | أحمر   | ليمور                              | زهرة الأوركيد               |
|        |        | 1000   | أزرق   | شَوكِيّة الجَوف                        | قارب الكانو                 |
|        |        | 2000   | أخضر   | مسجد وسوق موروني                   | أكواخ                       |
|        |        | 5000   | بنفسجي | سعيد محمد شيخ                      | شاطئ                        |
|        |        | 10000  | أصفر   | مسجد الجمعة (موروني)، وعمر بن سميط | فانيليا، أزهار شجرة الايلنغ |